# Ціль сталого розвитку 1. Подолання бідності
Цілі сталого розвитку. Ціль 1: Подолання бідності - подолання бідності в усіх її формах та повсюдно
Зменшення масштабів бідності є одним з ключових викликів світової спільноти. Якщо людині доводиться жити менш ніж на 1,9  долар США на день то вона знаходиться за межею крайньої бідності та має ризик опинитись у просторі соціального відчуження.
Надання рівних прав доступу до базових ресурсів, підтримка соціально незахищених верств населення та зміцнення громад постраждалих від стихійних лих та воєнних конфліктів покликані сприяти подоланню бідності у всіх її формах.

## Завдання Цілі 1.

«Цілі сталого розвитку»

1.1 До 2030 року ліквідувати крайню бідність для всіх людей в усьому світі (нині крайня бідність визначається як добове споживання на суму менш ніж 1,25 дол. США на день).
1.2 До 2030 року скоротити принаймні наполовину частку жінок, чоловіків і дітей різного віку, які живуть у бідності в усіх її проявах, згідно з національними визначеннями.
1.3 Упровадити на національному рівні належні системи і заходи соціального захисту для всіх, включаючи встановлення мінімальних рівнів, і до 2030 року досягти суттєвого охоплення бідних і уразливих верств населення.
1.4 До 2030 року забезпечити, щоб усі чоловіки і жінки, особливо незаможні та вразливі, мали рівні права на економічні ресурси, доступ до базових послуг, володіння і розпорядження землею та іншими формами власності, успадкованого майна, природних ресурсів, відповідних нових технологій і фінансових послуг, включаючи мікрофінансування.
1.5 До 2030 року підвищити життєстійкість малозабезпечених і осіб, які перебувають в уразливому становищі, зменшити їх незахищеність і вразливість перед викликаними зміною клімату екстремальними явищами та іншими економічними, соціальними й екологічними потрясіннями і лихами.
1.a Забезпечити мобілізацію значних ресурсів із найрізноманітніших джерел, у т. ч. на основі активізації співпраці в цілях розвитку, щоб надати країнам, які розвиваються, особливо найменш розвиненим країнам, достатні та передбачувані кошти для здійснення програм і стратегій з ліквідації бідності в усіх її формах.
1.b Створити на національному, регіональному та міжнародному рівнях надійні стратегічні механізми, в основі яких стратегії розвитку, що враховують інтереси бідного населення і гендерні аспекти, задля сприяння прискореному інвестуванню в заходи з викорінення бідності.

## Завдання Цілі 1 в Україні.
1. Скоротити в 4 рази рівень бідності, зокрема шляхом ліквідації її крайніх форм
2. Збільшити охоплення бідного населення адресними програмами
3. Підвищити життєстійкість соціально вразливих верств населення

## Участь бізнес середовища у процесі подолання бідності на шляху досягнення ЦСР.
Представники малого та середнього бізнесу  можуть долучитись до цього процесу, використовуючи у своїй діяльності такі рішення: 
- збільшити частку співробітників з соціально незахищених верств населення
- офіційно сплачувати соціальні внески
- впровадити бонусну програму підтримки багатодітних співробітників
- здійснювати патронат закладів медико-соціального захисту
- створити або долучитись до ініціатив системної благодійності

## Зовнішні посилання
1. Резолюція, прийнята Генеральною Асамблеєю 25 вересня 2015 року. Сторінка 16.
https://www.undp.org/sites/g/files/zskgke326/files/migration/ua/Agenda2030_UA.pdf 
Archived 